# Kasaragod
Kasaragod – miasto w Indiach, w stanie Kerala. W 2011 roku liczyło 54 172 mieszkańców.